# بخش مرکزی شهرستان خانمیرزا
بخش مرکزی شهرستان خانمیرزا، یکی از بخش‌های شهرستان خانمیرزا در استان چهارمحال و بختیاری ایران است. مرکز این بخش، شهر آلونی است.

## تقسیمات کشوری
- بخش مرکزی شهرستان خانمیرزا
  - دهستان خانمیرزا
  - دهستان جوانمردی

شهر: آلونی

## جمعیت
بر پایه سرشماری عمومی نفوس و مسکن در سال ۱۳۹۵، جمعیت بخش مرکزی شهرستان خانمیرزا برابر با ۳۶٬۳۶۰ نفر بوده است.

## جغرافیا
بخش خانمیرزا در جلگه سبز کوهستانی با ارتفاع ۱۸۸۰ متر از سطح دریا و میانگین بارندگی سالیانه ۵۰۰ میلی‌متر در عرض ۳۱ درجه شمالی و طول جغرافیایی ۵۱ درجه شرقی قرار گرفته است که از شمال به شهرستان بروجن، از شرق به شهرستان فلارد، از جنوب به دهستان ریگ و از غرب به شهرستان اردل و بخش ارمند محدود است. وسعت آن بالغ بر ۱۰۲۳ کیلومتر مربع با حداقل دمای ۵ درجه زیر صفر و حداکثر ۳۰ درجه بالای صفر می‌باشد از این رو دارای آب و هوای معتدل کوهستانی می‌باشد و به دلیل سرسبزی و وسعت زیاد دشت و نیز آب و هوای معتدل کوهستانی به ان لقب نگین سبز بختیاری داده‌اند.

## آثار دیرینه-تاریخی خانمیرزا
تپه قلعه گلی (قلعه افغان)

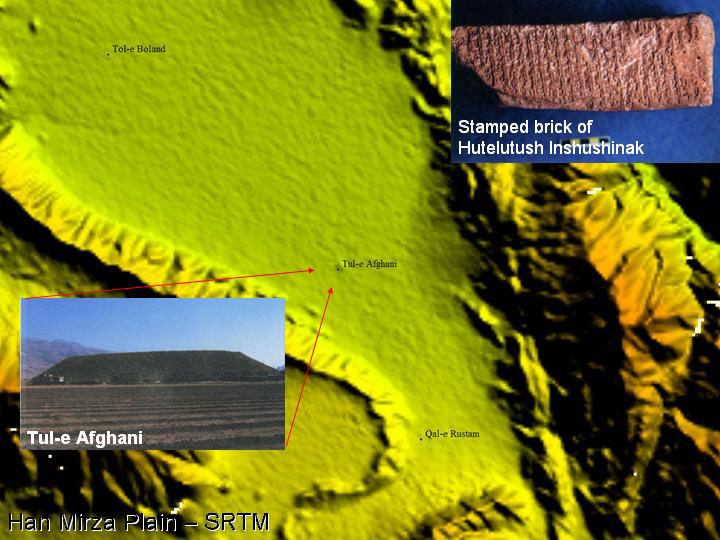
قلعه باستانی گلی در دشت خانمیرزا

مربوط به دوران پیش از تاریخ ایران باستان تا دوران‌های تاریخی پس از اسلام است و در دشت خانمیرزا، روستای قلعه افغان واقع شده و این اثر در تاریخ ۲۴ فروردین ۱۳۸۲ با شمارهٔ ثبت ۸۲۴۳ به‌عنوان یکی از آثار ملی ایران به ثبت رسیده است.
نظر سنجی که توسط آقای کوروش روستایی که در سال ۲۰۰۲ صورت گرفته شد و همچنین پروفسور دانیل پست و دکتر لوبد ووکس به نمایندگی از دانشگاه سیدنی (استرالیا) بازبینی‌های بر روی دشت خانمیرزا و دره‌های لردگان انجام داده‌اند نشان داد که در دشت خانمیرزا چشم‌اندازی با نام قلعه گلی وجود دارد که ارتفاع آن ۲۴ متر می‌باشد و در بین زمین‌های کشاورزی احاطه شده است که منظره بسیار زیبای را ایجاد کرده است.
تپه قلعه گلی از مهم‌ترین مکان‌های زاگرس جنوبی می‌باشد که این قلعه به پاس فداکاری پادشاه ایلامی بنا شده است. البته تحقیقات نشان می‌دهد که این مکان به عنوان پاسگاه در دوران ایلامی بوده که برمی گردد به هزاره دوم قبل از میلاد باشد.

## توصیفی از وضعیت گذشته خانمیرزا
قسمتی از تحقیقات پروفسور آلن زاگریل که توصیفی جامع در زمینه کاربری اراضی و منابع آب زیرزمینی دشت خانمیرزا با موقعیت‌های مکانی داشته است، در زیر بیان می‌شود:
در سال ۱۹۷۴ دشت خانمیرزا را بررسی و پیمایش کردم دشتی کاملاً هموار است، در بخش شمال شرقی (شمال روستای سینی) این دشت، ناحیه‌ای تپه ماهوری که به نظر می‌رسد هرگز کشاورزی نشده و مسکونی نیست هر چند مقداری از شیب‌ها شخم خورده و کشت شده‌اند و ظاهراً روستاییان امید به استفاده از آبهای سطحی و باران را در این بخش داشته‌اند و محدوده پوشیده از سنگ و سنگریزه است و آثار آبراهه‌های بهاری که حاصل ذوب برف‌ها هستند به خوبی مشخص است و بجز رواناب‌های اتفاقی هیچ منبع اب دیگری دیده نمی‌شود و مردمان محلی از این محدوده به عنوان چراگاه استفاده می‌کنند.
زمین‌های شمالی ناحیه تپه ماهوری (نزدیک روستای برجوئی)، چمنزار است و درخت‌های پراکنده در اینجا قابل مشاهده است و در امتداد شرقی دشت هر جا چشمه و جویباری هست روستایی وجود دارد و به خاطر فراوانی چشمه سارها در شمال دشت (روستای گوشکی) نواحی پیرامونی قویاً به زیر کشت رفته و از ارتفاعات به عنوان چراگاه‌ها استفاده می‌کنند.
در مرکز دشت خانمیرزا (اطراف روستای ده صحرا) پهنه گلی وسیعی دیده می‌شود که سطح آب زیرزمینی تنها در یک متری سطح زمین قرار دارد، بیشتر پهنه پوشیده از علف و بوته‌هایی متفاوت از پوشش گیاهی سایر قسمت‌های دشت است. در این پهنه هیچ نوع فعالیت کشاورزی انجام نمی‌شود که احتمالاً به خاطر شوری زیاد زمین است ولی هیچ دلیلی بر این مدعا ندارم و در غرب روستای آلونی به خاطر فراوانی آبهای سطحی، کشاورزی مبتنی بر آبیاری امکان‌پذیر است و در واقع چشم‌انداز اطراف آن شبیه به مناطق گرمسیری و پوشیده از درخت است و غرب پهنه گلی به رغم وجود جویبارها با بستر عمیقاً بریده شده در انجاست. در این بخش شماری پمپ آب دیده می‌شود ولی چشمه وجود ندارد.
در حاشیه جنوبی پهنه گلی زمین این محدوده امروزه نیز کاملاً مرطوب است ولی برای تأمین آب مورد نیاز خود وابسته به پمپ‌هایی هستند که اخیراً نصب شده است.
بخش جنوبی دشت خانمیرزا به‌طور کامل زیر کشت است و در نزدیکی روستای قلعه افغان آب به صورت نشت بر سطح زمین دیده می‌شود.

## محیط زیست خانمیرزا
دشت خانمیرزا از بزرگ‌ترین پهنه‌های وسیع و مسطح استان چهارمحال و بختیاری است. در سال‌های اخیر تغییرات بسیار گسترده‌ای در بخش‌های کاربری اراضی، کیفیت و کمیت آب‌های زیرزمینی داشته است.

### ویژگی‌های اقلیمی
دشت خانمیرزا متأثر از سه نوع رژیم بارشی است:
- بارندگی جبهه‌ای که ناشی از عملکرد سیستم‌های جوی است
- بارش‌های کوهستانی (اورگرافیک) که ناشی از صعود هوای مرطوب در ارتفاعات است
- بارندگی جابه‌جایی که بر اثر صعود هوای گرم همراه با بخار آب آدیاباتیک تا نقطه شبنم است این نوع بارندگی در سطوح بسیار کوچک و محدودی از منطقه وقوع می‌یابد.

بیشتر بارش‌ها در این منطقه از نوع سیستم‌های جوی است و بارش‌های اورگرافیک را در کوهای سبزکوه بختیاری در شمال و به ویژه در کوه کلار در غرب و جنوب غربی دشت خانمیرزا رخ می‌دهد.

### کوه‌ها
مهم‌ترین کوه‌ها در دشت خانمیرزا شامل سبزکوه بختیاری، کلار، و سیوک می‌باشد.

### منطقه حفاظت شده سبزکوه بختیاری
منطقه حفاظت شده سبز کوه دارای سیمای طبیعی کاملاً کوهستانی است و بین شهرستان‌های بروجن، بخش خانمیرزا و شهرستان اردل واقع شده است حداکثر ارتفاع آن از سطح دریاهای آزاد ۳۸۷۰ متر و دارای دره‌های عمیق، آبشارهای متعدد و آب و هوای متعدد و متنوع می‌باشد. این منطقه تا قبل از سال ۱۳۶۵ به صورت منطقه آزاد مورد حفاظت قرار می‌گرفت ولی از سال ۱۳۶۵ با بررسی و مطالعات انجام شده و به دلیل دارا بودن پتانسیل‌های غنی گیاهی و جانوری و توپوگرافی ویژه به صورت منطقه شکار ممنوع تحت حفاظت قرار گرفت. پس از آن در سال ۱۳۶۹ و حفاظت مؤثر به صورت منطقه حفاظت شده به تصویب شورای عالی حفاظت محیط زیست رسید و در سال ۱۳۷۰ با این نام مورد حفاظت قرار گرفت.

#### سبز کوه،ذخیره گاه زیست کره
بر اساس مصوبه برنامه انسان و کره مسکون، منطقه حفاظت شده سبز کوه در استان چهار محال و بختیاری به عنوان یازدهمین ذخیره گاه زیست کره ایران به دبیرخانه برنامه یونسکو در پاریس معرفی خواهد شد
.

### خصوصیات خاکشناسی
مطالعات خاکشناسی دقیق در دشت خانمیرزا نشان می‌دهد که منابع غنی خاک به میزان کافی وجود دارد و اگر تأمین آب لازم برای آبیاری آن‌ها میسر باشد، رونق فعالیت‌های کشاورزی و افزایش حجم تولیدات زراعی در این منطقه اهدافی قابل دستیابی خواهد بود.

### زمین‌شناسی خانمیرزا
دشت خانمیرزا در زون زاگرس چین خورده قرار دارد که از دشت خوزستان آغاز و تا زاگرس مرتفع ادامه دارد از این رو جزئی از زاگرس چین خورده و در آستانه زاگرس مرتفع محسوب می‌شود. به‌طور کلی از لحاظ زمین‌شناسی دشت خانمیرزا شامل یک پهنه آبرفتی وسیعی است که به‌طور عمده شامل یک کف مسطح است که در بین روستاهای سرتنگ دینارعالی، آلونی، برجوئی، مرادان، ده رشید، جوانمردی و ده صحرا قرار گرفته است.

## نگارخانه

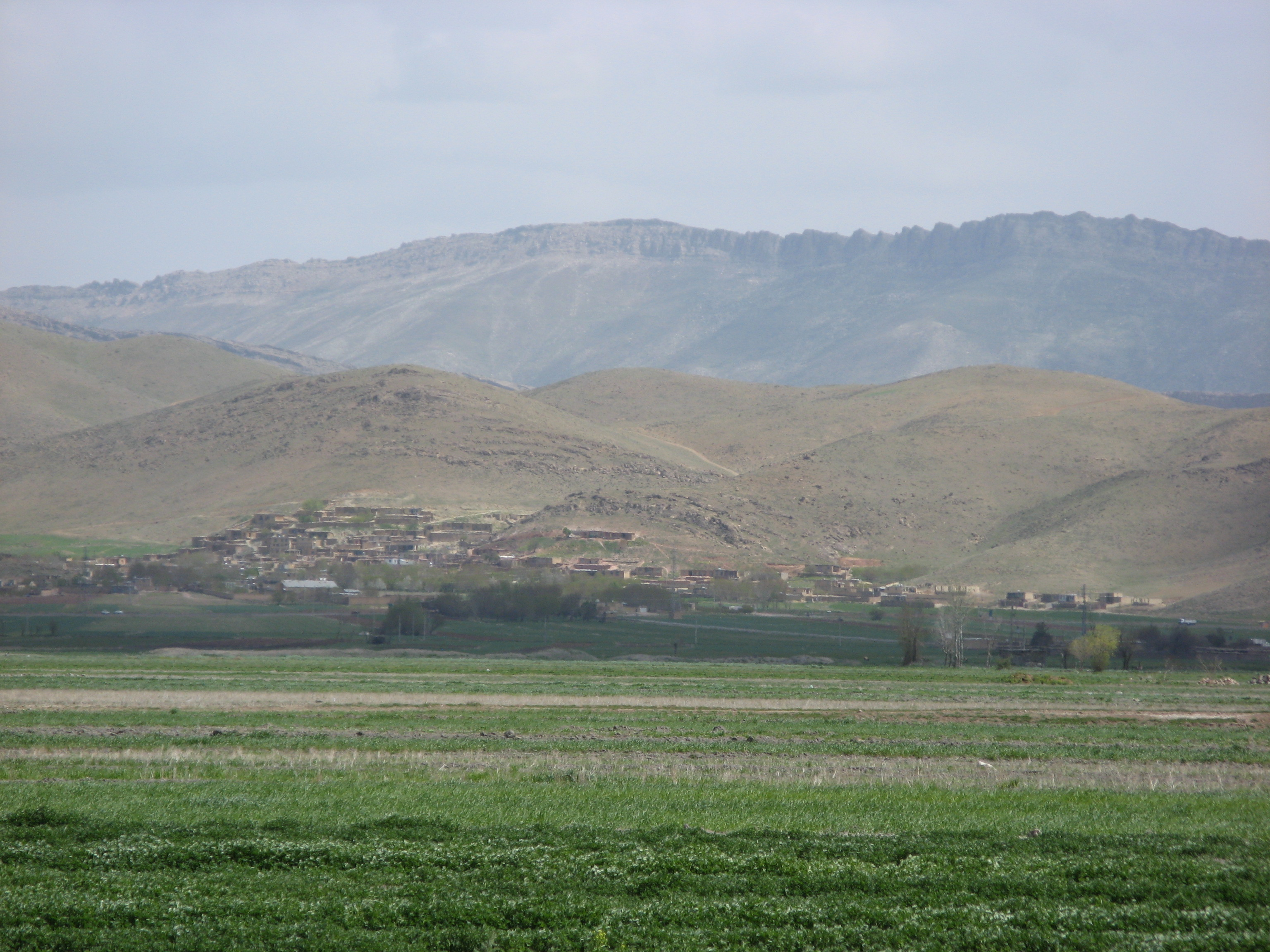
چشم اندازی از دشت خانمیرزا به سوی روستای شهروییه
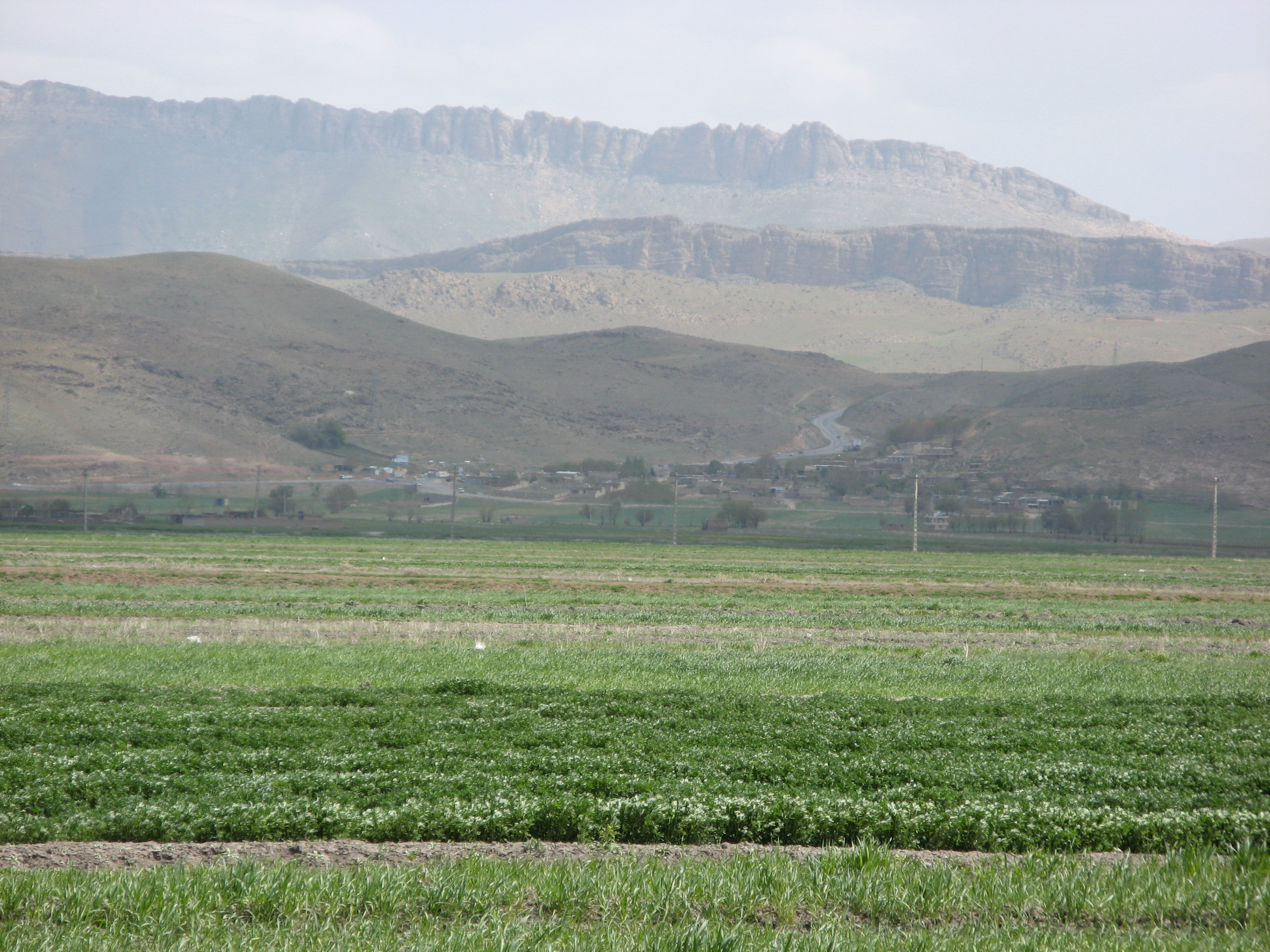
چشم اندازی به سمت روستای گوشکی
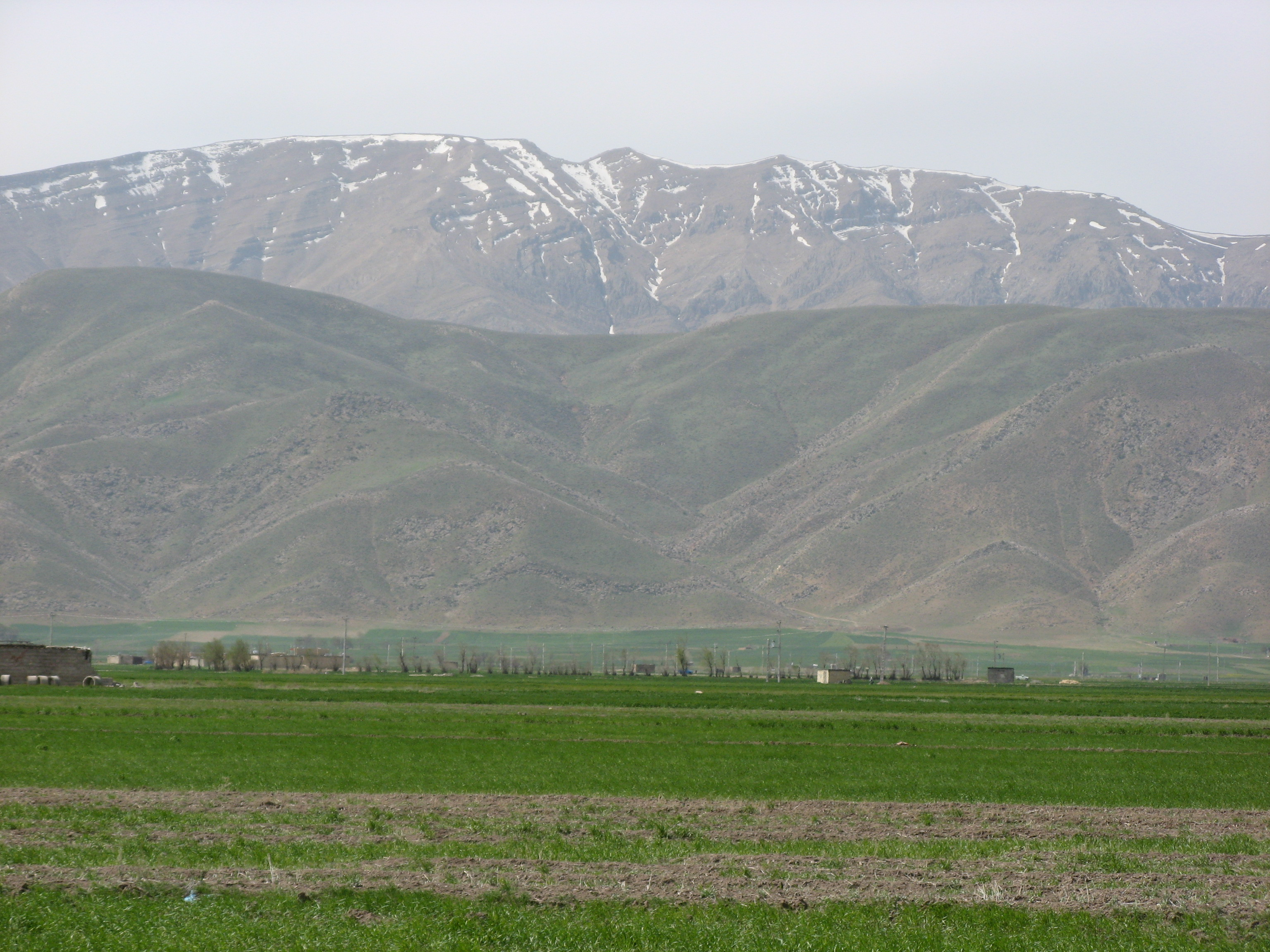
منظری از وسط دشت خانمیرزا (روستای ده صحرا) به سمت کوه دولاب و کلار
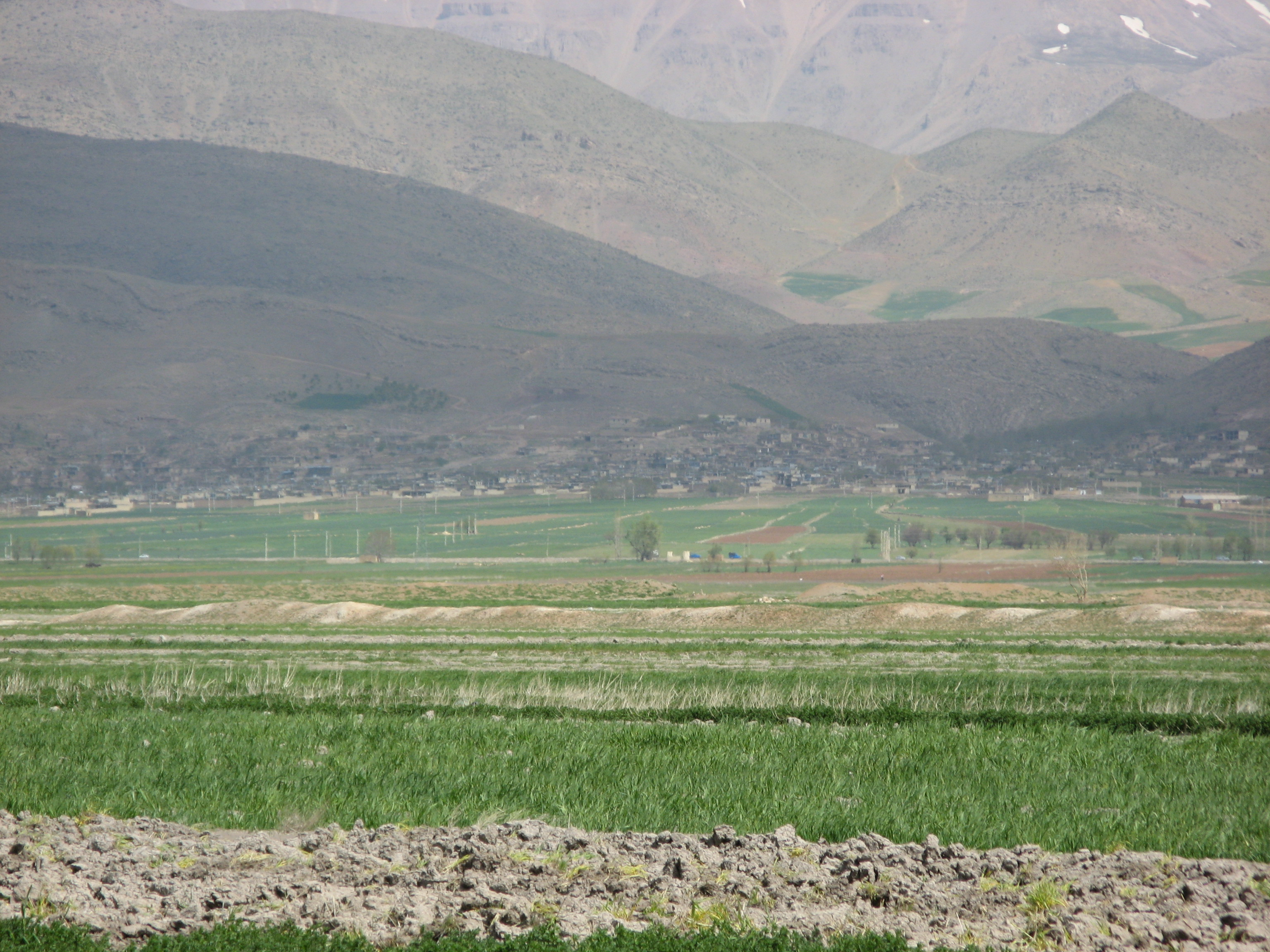
منظری به سمت شمال دشت خانمیرزا روستای مرادان
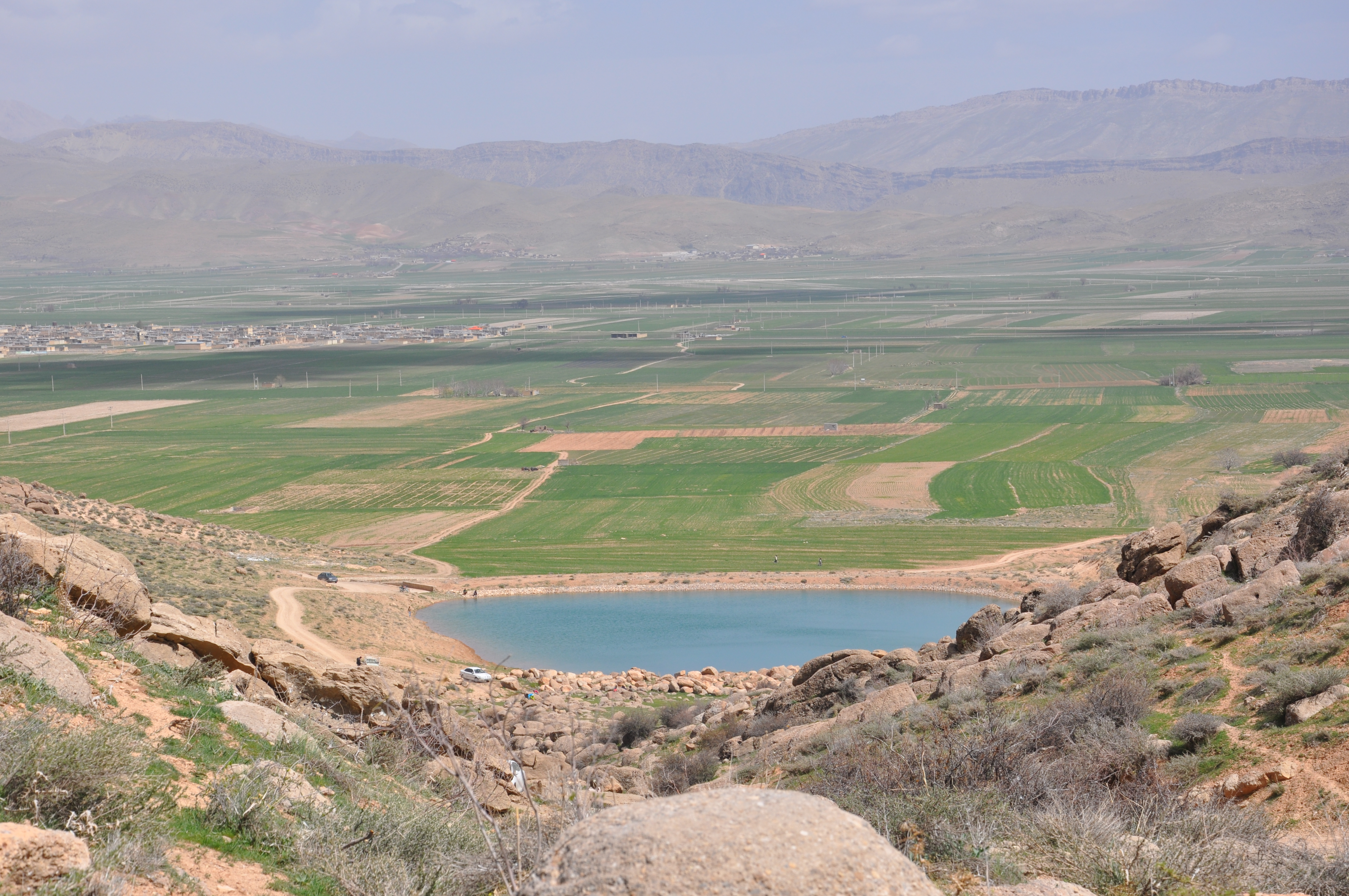
منظری از تنگه آبی خانمیرزا به سمت دشت(روستای ده صحرا)